# Triamcinolon
Triamcinolon ist ein Arzneistoff aus der Gruppe der synthetischen Glucocorticoide. Es wirkt antiallergisch, entzündungshemmend und immunsuppressiv. Triamcinolon wird zur systemischen Behandlung von entzündlichen rheumatischen Erkrankungen, allergischen, chronisch entzündlichen und chronisch obstruktiven Lungenerkrankung, schweren Verlaufsformen glucocorticoidempfindlicher Hautkrankheiten sowie entzündlichen Nierenerkrankungen eingesetzt. Ebenfalls therapeutisch genutzt werden die Triamcinolon-Derivate Triamcinolonacetonid und Triamcinolonhexacetonid.

## Klinische Angaben

### Anwendungsgebiete (Indikationen)
Triamcinolon ist in Form von Tabletten zur systemischen Behandlung einer Vielzahl allergischer, entzündlicher und immunologischer Erkrankungen zugelassen.
In der Rheumatologie wird dieses Glucocorticoid unter anderem zur Behandlung aktiver Phasen von Systemvaskulitiden, wie der Panarteriitis nodosa, rheumatischer Systemerkrankungen, wie dem systemischen Lupus erythematodes und dem Sharp-Syndrom, sowie rheumatoider Arthritis mit schwerer progredienter Verlaufsform eingesetzt. Weitere rheumatologische Einsatzgebiete sind die Polymyalgie, reaktive Arthritiden, Arthritis bei Sarkoidose und das Still-Syndrom. Bei besonders schweren Verlaufsformen und wenn nichtsteroidale Antirheumatika nicht angewandt werden können, kommt Triamcinolon auch zur Behandlung anderer rheumatischer Erkrankungen, wie Spondarthritiden, zum Einsatz. In der Rheumatologie wird ebenfalls des Triamcinolonderivat Triamcinolonhexacetonid als Intraartikuläre Suspensionsinjektion verwendet.
In der Pneumologie findet Triamcinolon zur Langzeitbehandlung von schwerem chronischem Asthma bronchiale und zur Kurzzeitbehandlung von Exazerbationen bei chronisch obstruktiven Lungenerkrankungen sowie bei Asthma-Exazerbationen Anwendung.
In der Allergologie wird orales Triamcinolon zur kurzfristigen Behandlung von schweren Verlaufsformen der allergischen Rhinitis eingesetzt, wenn andere Therapiealternativen, einschließlich topischer Glucocorticoide, wie Betamethason-Ester und Triamcinolonacetonid, keinen Erfolg brachten.
In der Dermatologie wird orales Triamcinolon zur Anfangsbehandlung akuter Schübe schwerer großflächiger, auf Glucocorticoide ansprechender Hautkrankheiten, wie allergische Dermatosen, atopisches Ekzem und Pemphigus vulgaris, eingesetzt. Zur äußerlichen topischen Behandlung wird das lokal wirksame Triamcinolonderivat Triamcinolonacetonid eingesetzt. Darüber hinaus wird Triamcinolonhexacetonid als sub- und intraläsionale Suspensionsinjektion in der Dermatologie verwendet.
Anwendungsgebiete in der Nephrologie schließen die Behandlung verschiedener Formen der Glomerulonephritis sowie die Behandlung der idiopathischen Retroperitonealfibrose ein.

### Gegenanzeigen (Kontraindikationen)
Bei einer bekannten Überempfindlichkeit gegen Triamcinolon ist eine Behandlung mit diesem Wirkstoff kontraindiziert. Nur unter strengster Indikationsstellung darf Triamcinolon bei akuten Virusinfektionen, akuten und chronischen bakteriellen Infektionen, systemischen Mykosen und Parasitosen, Poliomyelitis, Lymphadenitis nach BCG-Impfung sowie Tuberkulose in der Anamnese systemisch eingesetzt werden. Eine strenge Nutzen-Risiko-Abwägung erfolgt auch bei einem Einsatz in einem Zeitraum von 8 Wochen vor bis 2 Wochen nach Schutzimpfungen mit Lebendimpfstoffen. Eine strenge Indikationsstellung ist auch bei vorliegendem Magen- bzw. Zwölffingerdarmgeschwür, schwerer Osteoporose, schwer einstellbarer Hypertonie, schwer einstellbarem Diabetes mellitus, psychiatrischen Erkrankungen, Eng- und Offenwinkelglaukom sowie Hornhautulzerationen und Hornhautverletzungen nötig. Nur unter strenger Überwachung darf orales Triamcinolon trotz schwerer Colitis ulcerosa mit drohender Perforation, Divertikulitis und Enteroanastomosen eingesetzt werden.

### Wechselwirkungen mit anderen Medikamenten
Auf Grund der Vielzahl an Wirkungen zeigt Triamcinolon, wie alle anderen Glucocorticoide, ein breites Spektrum pharmakodynamischer Arzneimittelwechselwirkung. Wegen gemeinsamer Nebenwirkungen wird das Risiko von Magen-Darm-Blutungen bei gleichzeitiger Anwendung mit nichtsteroidalen Antirheumatika gesteigert. Da Triamcinolon auf den Mineralienhaushalt des Körpers wirkt, wird der Kaliumverlust durch Saluretika und Laxantien verstärkt. Die Wirkungen und Nebenwirkungen von herzwirksamen Glykosiden werden durch den Triamcinolon-bedingten Kaliummangel verstärkt. Auf Grund seiner Eigenschaften als Glucocorticoid auf den Kohlenhydratstoffwechsel wird die Blutzuckerspiegel senkende Wirkung von Antidiabetika gesenkt.
Da Triamcinolon über das Cytochrom-P450-Isoenzym CYP3A4 verstoffwechselt wird, führen CYP3A4-Induktoren, wie Phenytoin und Carbamazepin, zu einer Verringerung der Triamcinolonwirkungen und -nebenwirkungen. Dem gegenüber können CYP3A4-Hemmer, wie die Azol-Antimykotika Ketoconazol und Itraconazol, aber auch Estrogene zu einer Verstärkung der Wirkung und Nebenwirkungen des Triamcinolons führen. Antazida können die orale Bioverfügbarkeit von Triamcinolon herabsetzen.
Weitere Wechselwirkungen sind mit Ephedrin, Praziquantel, Somatropin, ACE-Hemmern, nicht-depolarisierenden Muskelrelaxanzien, Malariamitteln, Protirelin, Ciclosporin und Cumarinen beschrieben.

### Unerwünschte Wirkungen (Nebenwirkungen)
Wie bei allen systemisch verabreichten Glucocorticoiden besteht nach Einnahme höherer Dosierungen über einen längeren Zeitraum die Gefahr der Entwicklung eines Cushing-Syndroms. Auf Grund seiner mineralocorticoiden Nebenwirkung kann Triamcinolon zu einer Natriumretention und einer vermehrten Kaliumausscheidung führen. Die Einnahme von Triamcinolon kann auch Auswirkungen auf den Cholesterin- und Triglyceridstoffwechsel haben.
Zu den möglichen Nebenwirkungen auf die Skelettmuskulatur und das Bindegewebe zählen Muskelschwäche und Muskelatrophie, Osteoporose, Knochennekrosen und Sehnenriss. Als unerwünschte Arzneimittelwirkungen auf die Haut und das Unterhautzellgewebe sind Atrophie, Striae, Steroidakne, verzögerte Wundheilung, Änderungen der Hautpigmentierung, Teleangiektasien, Instabilität der Kapillarwände, Petechien, Ekchymosen, Hypertrichose, rosaceaartige Dermatitis und Überempfindlichkeitsreaktionen beobachtet wurden. Des Weiteren sind Erkrankungen des Nervensystems, des Gastrointestinaltrakts, des Blut- und Lymphsystems, des Immunsystems sowie Augenerkrankungen, Gefäßerkrankungen und psychiatrische Erkrankungen als mögliche Folgen einer Triamcinoloneinnahme beschrieben worden.

## Pharmakologische Eigenschaften

### Wirkungsmechanismus (Pharmakodynamik)
Triamcinolon ist ein Glucocorticoid und bindet als solches an den zytosolischen Glucocorticoidrezeptor. Nach einem Transport des so aktivierten Ligand-Rezeptor-Komplexes in den Zellkern erfolgt eine Transaktivierung von Glucocorticoid-abhängigen Genen mit einem Glucocorticoid-Response-Element oder eine Transrepression, eine Hemmung der Transkription durch Blockade anderer Transkriptionsfaktoren. Durch eine gesteigerte Biosynthese antiinflammatorischer Proteine und einer Hemmung der Biosynthese proinflammatorischer Proteine besitzt dieses Glucocorticoid antiallergische, antiphlogistische und immunsuppressive Eigenschaften. Darüber besitzt Triamcinolon als Glucocorticoid Wirkungen auf den Kohlenhydrat-, Eiweiß- und Fettstoffwechsel.
Triamcinolon ist etwa zweimal so stark wirksam wie Prednison. Seine moderate Wirkpotenz wird durch Modifizierung der Hydroxygruppe in Position 17, wie im Falle des Triamcinolonacetonids gesteigert. Im Vergleich zu Prednisolon besitzt Triamcinolon eine geringere mineralocorticoide Aktivität.

### Aufnahme und Verteilung im Körper (Pharmakokinetik)
Die Plasmahalbwertszeit von Triamcinolon beträgt 5 Stunden. Auf Grund der Geninduktion und der Genrepression als Prinzip der Glucocorticoidwirkweise sind der Wirkeintritt und die Wirkdauer zeitverschoben zu dem Wirkstoffplasmaspiegel. In der Leber erfolgt eine Metabolisierung durch Konjugation mit Gluconsäure oder durch Sulfatierung. Konjugiertes Triamcinolon wird überwiegend über den Urin ausgeschieden.

## Chemische und pharmazeutische Informationen
Triamcinolonacetonid, ein Ketal des Triamcinolons, findet insbesondere in der topischen Behandlung allergischer und entzündlicher Erkrankungen Anwendung. Durch die Modifizierung der Hydroxygruppe in Position 17 besitzt Triamcinolonacetonid eine höhere Wirkpotenz als Triamcinolon. Das ebenfalls therapeutisch verwendete Triamcinolonhexacetonid ist ein lipophiles Prodrug des Triamcinolonacetonids.

## Handelsnamen
Monopräparate
Delphicort (A), Volon (D)